# Family Four: Guldkorn
Family Four: Guldkorn är ett remastrat samlingsalbum från år 2000 av den svenska tidigare popgruppen Family Four. Albumet innehåller låtar från 1966-1972, det vill säga från den första konstellationen med familjen Öst till den mest framgångsrika med Marie Bergman, Agnetha Munther och Pierre Isacsson.
Skivan utgavs av Warner Music.

## Spår
1. Det ska va' gamla låtar (Berndt Öst, Peter Himmelstrand)
2. Kör långsamt (Cab Driver) (C. Parks, Stikkan Anderson)
3. Jag känner att jag börjar tycka om dej (Le mucho que te quiero) (S. Ibarra, R. Ornelas, R. Herrera, Stikkan Anderson)
4. Följ med mig på vägen genom livet (Be My Life's Companion) (B. Hillard, W. de Lugg, Karl Lennart
5. Ta hit din längtan (Pack up your Sorrows) (R. Farina, P. Marden, Owe Junsjö)
6. Det va' inte menat så (Last Thing on my Mind) (Tom Paxton, Owe Junsjö)
7. Heja mamma (Peter Himmelstrand)
8. Vårt svenska Eldorado (Torgny Söderberg, Annmarie Mörk)
9. Nu kan hela vår värld sjunga med (Lovers' song) (Ned Miller, Berndt Öst)
10. Tjänare kärlek (Peter Himmelstrand)
11. Familjelycka (Bernt Staf)
12. Du som vandrar genom livet (Lasse Berghagen)
13. Man får bocka och tacka (Kiss the World Goodbye) (Kris Kristofferson, Svante Foerster)
14. Nu ska jag tala om (I'm Gonna Tell on You) (Jerry Jeff Walker, Britt Lindeborg)
15. Tänk om världen var min ändå (Marie Bergman, Britt Lindeborg)
16. Tidig sommarmorgon (Chelsea Morning) (Joni Mitchell, Bo Rehnberg)
17. En dag fylld av kärlek (May Each Day) (M Green, G. Wyle, Bengt Steen)
18. Härliga sommardag (Håkan Elmquist)
19. Mr. Bojangles (Mr. Bojangles) (Jerry Jeff Walker, Owe Junsjö)
20. Vita vidder (Håkan Elmquist)